# バルサモッジャ
バルサモッジャ（伊: Valsamoggia）は、イタリア共和国エミリア＝ロマーニャ州ボローニャ県にある、人口約32,000人の基礎自治体（コムーネ）。
コムーネ統廃合 (it:Fusione di comuni italiani) により、バッツァーノ、カステッロ・ディ・セッラヴァッレ、クレスペッラーノ、モンテヴェーリオとサヴィーニョが合併して2014年1月1日に発足した。

## 地理

### 位置・広がり

#### 隣接コムーネ
隣接するコムーネは以下の通り。括弧内のMOはモデナ県所属を示す。
- アンツォーラ・デッレミーリア
- カステルフランコ・エミーリア (MO)
- グイーリア (MO)
- マルツァボット
- モンテ・サン・ピエトロ
- サン・チェザーリオ・スル・パーナロ (MO)
- サヴィニャーノ・スル・パーナロ (MO)
- ヴェルガート
- ゾッカ (MO)
- ゾーラ・プレドーザ

### 地震分類
バルサモッジャにおけるイタリアの地震リスク階級 (it) は、zona 3 (sismicità bassa) に分類される。

## 行政

### 分離集落
バルサモッジャには以下の分離集落（フラツィオーネ）がある。
- Bazzano (sede comunale), Bersagliera, Bortolani, Calcara, Castello di Serravalle, Crespellano, Fagnano, Maiola, Mercatello, Merlano, Montebudello, Monteveglio, Ponzano, Rodiano, Samoggia, San Biagio, San Prospero, Santa Croce, Savigno, Serravalle, Stiore-Oliveto, Tiola, Vedegheto, Vignola dei Conti, Zappolino, Ziribega